# Габриеле Аморт
Падре Габриеле Аморт (на италиански: Gabriele Amorth) е италиански католически свещеник от павлините и екзорсист за епархията на Рим, и автор на много книги. Неговата работа в демонологията и екзорсизма му печели международно признание. По време на кариерата си отец Аморт твърди, че е извършил десетки хиляди екзорсизми и се е превърнал в една от най-видните и противоречиви фигури в католическата църква в съвременната епоха.

## Биография и творчество
Габриеле Аморт е роден на 1 май 1925 г. в Модена, Емилия-Романя, Кралство Италия. Баща му и дядо му са адвокати. По време на Втората световна война участва в италианското съпротивително движение. На 18-годишна възраст се присъединява към католическите партизани от Италианската бригада на Ермано Гориери с прякора „Алберто“ и скоро става заместник-командир в Модена и командир на 3-ти батальон на 2-ра италианска бригада. След войната е награден с Боен кръст за военна храброст. През 1947 г. е назначен за заместник-народен делегат от тогавашния президент на влиятелната политическа организация на Младите християндемократи Джулио Андреоти, който става видна фигура в италианската политика и министър-председател.
Завършва право и става член на Обществото на Свети Павел, конгрегация, основана от Джакомо Алберионе през 1914 г. Ръкоположен е за римокатолически свещеник през 1954 г. Публикува много статии в католическото списание Famiglia Cristiana. Увлечен от житието на Дева Мария, нейните явявания и мариологията, поема ръководството на месечника Madre di Dio. Първата му книга „Евангелие от Мария: Месец с Богородица“ е издадена през 1959 г. Членува в Папската международна мариянска академия. От 1981 г. подкрепя искреността на участниците в явяването на Дева Мария в Меджугорие (Босна и Херцеговина).
Назначен е за екзорсист на епархията на Рим през юни 1986 г., под ръководството на пасиониста Кандидо Амантини. През 1990 г., Аморт, заедно с петима други свещеници, основава Международната асоциация на екзорсистите и е неин президент до пенсионирането си през 2000 г. По време на практиката си на екзорцист извършва десетки хиляди екзорсизми за премахване на обладаване на хора от демони. Вярва, че човек може да бъде овладян от повече от един демон наведнъж.
Падре Аморт е автор на повече от тридесет книги на италиански, много от които са преведени на други езици. Автор е на няколко мемоара за дейността си като екзорсист. Най-известният от тях е „Спомените на един екзорцист“ във вид на интервю. През 2023 г. по мотиви на книгата е направен филма „Екзорсистът на Папата“ с участието на Ръсел Кроу и Франко Неро.
През 2013 г. режисьорът Джакомо Франсиоза заснема документален филм, посветен на дейността на Габриеле Аморт, „Аморт, екзорсистът“.
Габриеле Аморт умира след хоспитализация за белодробни усложнения на 16 септември 2016 г. в Рим, Италия.

## Произведения
- Consacrazione a Maria. Mese di maggio (1959)[1]
- Caratteri e documenti degli istituti secolari (1968)
- Maria: un sì a Dio. Mese mariano (1979)
- La consacrazione dell'Italia a Maria. Teologia, storia, cronaca (1983) – със Стефано Де Фиорес и Сантино Епис
- Dialoghi su Maria. 31 temi, 164 domande (1987)
- Un esorcista racconta (1990)
- Dietro un sorriso. Alessandrina Maria da Costa (1992)
- Nuovi racconti di un esorcista (1992)
- Liberaci dal male. Preghiere di liberazione e guarigione (1993)
- Esorcisti e psichiatri (1996)
- Padre Pio. Fede, sofferenza, amore (1998)
- Il vangelo di Maria. Un mese con la Madre di Gesù (1998)
- Padre Pio. Breve storia di un santo, Bologna, EDB, 2002)
- Inchiesta sul demonio (2003)
- Padre Pio e il diavolo. Gabriele Amorth racconta..., ( 2003)
- Memorie di un esorcista. La mia vita in lotta contro Satana (2010)
Разказът на един екзорцист, изд. „Солвек“ (2010), прев. Константин Димитров
Спомените на един екзорцист (Моята битка срещу Сатаната). Интервю от Марко Тосати, изд. „Лириос“ (2017), прев. Константин Димитров
- Più forti del male. Il demonio, riconoscerlo, vincerlo, evitarlo (2010) – с Роберто Итало Занини
- L'azione del maligno. Come riconoscerla e come liberarsene (2011) – колектив
- L'ultimo esorcista. La mia battaglia contro Satana (2012) – с Паоло Родари
- Don Amorth a Radio Maria (2012)
- Ma liberaci dal male (2012) – с Мариарита Виаджи
- Il segno dell'esorcista. Le mie ultime battaglie contro Satana (2013) – с Паоло Родари
- Vade retro Satana! (2013)
- Il diavolo. Un'inchiesta contemporanea (2014)
- Angeli e diavoli. Cinquanta domande a un esorcista (2014)
- Racconti di un esorcista (2014)
- Dio più bello del diavolo. Testamento spirituale (2015)
- Saremo giudicati dall'amore. Il demonio nulla può contro la misericordia di Dio (2015)
- Vincere il demonio con Gesù. Come liberare e liberarsi (2015) – с Анджела Мусолеси
- Ho incontrato Satana. La battaglia del più autorevole esorcista vivente (2016)
- Il mio rosario (2016)

### Екранизации
- 2023 Екзорсистът на Папата, The Pope's Exorcist – по книгата „Разказът на един екзорцист“, с Ръсел Кроу и Франко Неро